# Stračov
Stračov è un comune della Repubblica Ceca facente parte del distretto di Hradec Králové, nella regione omonima.